# زینب موسوی
سیده زینب موسوی (زادهٔ ۸ اسفند ۱۳۶۸) کمدین اهل قم و خالق شخصیت «امپراتور کوزکو» است. این شخصیت، زنی است که با چادر در خانه‌اش در قم در اینستاگرام و تلگرام ویدئوهای طنز به گویش قمی منتشر می‌کند که مخاطب آن بر حسب مسائل روز متغیر است.

## زندگی
سیده زینب موسوی در ۸ اسفند ۱۳۶۸ در قم زاده شد. وی دو خواهر بزرگتر و دو خواهر کوچکتر دارد. عموی او از کشته‌شدگان جنگ ایران و عراق بوده است. او دانش‌آموخته رشته کامپیوتر در مقطع کارشناسی است. موسوی سال ۱۴۰۱ ازدواج کرد.

## فعالیت کمدی
موسوی پایه‌گذار گروه استندآپ کمدی با نام «گروه استندآپ کمدی رویال فمیلی» است. او از سال ۱۳۹۵ شخصیت کمدی امپراتور کوزکو را در اینستاگرام خلق کرد.

#### حضور در خندوانه
زینب موسوی در سال ۱۳۹۶ در برنامه خندوانه به عنوان استندآپ کمدین به روی صحنه رفت. موسوی در این برنامه رقابتی، در مرحله سوم از مسابقه حذف شد. اجراهای موسوی در برنامهٔ خنداننده شو مورد توجه قرار گرفت و حاشیه‌هایی برانگیخت. او در مصاحبه با روزنامهٔ گاردین گفت که پس از حضور در برنامهٔ خنداننده شو به اسیدپاشی و زیرگرفته شدن با ماشین تهدید شده است. اما قصد دارد به کارش ادامه دهد.

## بازداشت

### بازداشت در سال ۱۴۰۱
موسوی در ۲۰ مهر ۱۴۰۱ پس از حوادث کشته‌شدن مهسا امینی و همزمان با اعتراضات ۱۴۰۱ ایران در قم بازداشت شد. وی در ۱۲ آذر ۱۴۰۱ در استوری حساب کاربری خود در اینستاگرم نوشت ۲۵ روز در انفرادی بوده و به دو سال زندان محکوم شده است. او با قید وثیقه آزاد شد. موسوی در ۱۷ بهمن ۱۴۰۱ اعلام کرد که حکم ۲ سال زندان او تأیید شده است.
در بهمن همان سال، موسوی مدعی شد که باید برای تحمل حبس، خود را به زندان معرفی کند. اما دادستان مرکز استان قم، این سخن را رد کرد و از «مشمول عفو رهبری» شدن موسوی خبر داد. به گفته دادستانی قم، اگر موسوی متعهد به تعهدات خود باشد، مشمول این عفو خواهد بود.

### بازداشت در سال ۱۴۰۲
زینب موسوی در ۱ آبان ۱۴۰۲ به اتهام توهین به مقدسات بازداشت شد. دستگیری او در پی انتشار ویدیویی طنزآمیز در انتقاد از افرادی بود که به باور موسوی ریاکار هستند. این ویدیو پس از حمله حماس به اسرائیل منتشر شد. او بعداً در آذر ۱۴۰۲ ویدیویی از خود منتشر کرد و از خانواده کشته‌های جنگ برای توهین تلقی شدن برخی از ویدیوهایش عذرخواهی کرد. او در یک پست اینستاگرامی مربوط به آذر ۱۴۰۲ خبر از ممنوع‌الفعالیت شدن در فضای اینستاگرام داد. در بهمن ۱۴۰۲ در حالی که باید حکم زندان او اجرا می‌شد، این حکم به تعویق افتاد. روزنامه هفت صبح در پیامی دلیل به تعویق افتادن حکم بازداشت او را مشکلات روحی و روانی اعلام کرد. با این حال خود او از آزادی با پابند الکترونیکی خود خبر داد.

### تشکیل پرونده قضایی در سال ۱۴۰۳
بر اساس آنچه منابع مرتبط با قوه قضائیه ایران منتشر کردند، موسوی به خاطر انتشار فیلم‌های توهین آمیز جنسی و غیراخلاقی و همچنین توهین آمیز مورد پیگرد قوه قضائیه قرار گرفت. دراینباره قوه قضائیه در متنی اعلام کرد: «به دلیل انتشار مطالبی در فضای مجازی در راستای خدشه به امنیت روانی جامعه از سوی افراد نامبرده، ضمن اعلام جرم، پرونده قضایی در دادسرای عمومی و انقلاب تهران تشکیل شده است.»در پی همین موضوع، صفحه اینستاگرام او از دسترس خارج شد.‌ موسوی در آخرین پست خود، به ماجراهای مربوط به اظهارات محمود فکری در خصوص همجنسگرایی پرداخته بود.

## مسدود شدن صفحه اینستاگرام

### در سال ۱۴۰۰
زینب موسوی در بهمن ۱۴۰۰ از بسته شدن صفحه اصلی اینستاگرام خود پس از انتشار ویدئوی طنزی در رابطه با نماز خواندن ابراهیم رئیسی، رئیس‌جمهوری اسلامی ایران، در کاخ کرملین روسیه خبر داد.

### در سال ۱۴۰۳
در مهر ۱۴۰۳ قوه قضائیه خبر از اعلام جرم بر علیه زینب موسوی داد. در ۲۰ مهر ۱۴۰۳ صفحه اینستاگرام متعلق به زینب موسوی مسدود شد. کاربران او با پستی روبرو شدند که روی آن نوشته شده: «حسب دستور مقام محترم قضایی این صفحه به علت انتشار محتوای مجرمانه مسدود شد.»

## نقدها و واکنش‌ها
- زینب موسوی پس از حضور در برنامه خندوانه، در برنامه آبان حضور پیدا کرد و با نیلوفر لاری‌پور، گفتگوی مفصل و بی پرده‌ای داشت.[۳۳]
- رضا ساکی (طنزنویس) در واکنش به اظهارات سیده زینب موسوی در برنامه تلویزیونی آبان گفته است: «... ترکیب کمدی متفکر [که موسوی عنوان کرده بود] غلط است چون کمدی ذاتاً متفکر است».[۳۴]
- روزنامه ایران در انتقادی شدید از او نوشته است: «اگرچه بسیاری به خاطر حجاب او خیال می‌کردند فردی مذهبی است اما به کار بردن بی‌پروای الفاظ رکیک و موهن در ویدیوهایش نشان داد که او تنها تمارض به حجاب داشتن می‌کند و البته اینکه او در این ویدیوهایش کمترین تقیدی به آموزه‌های مذهب ندارد.»[۳۵]